# Wentian

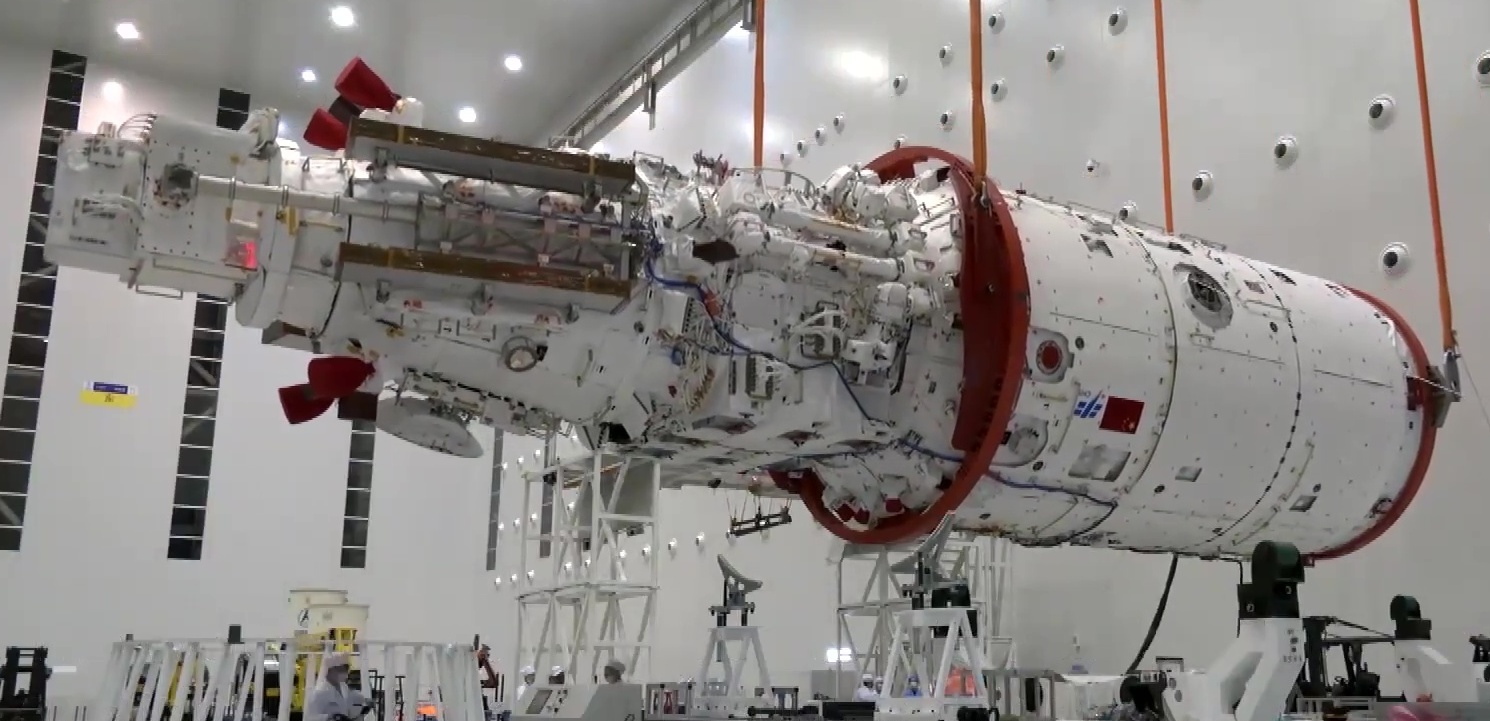
Moduł Wentian podczas przygotowań przedstartowych

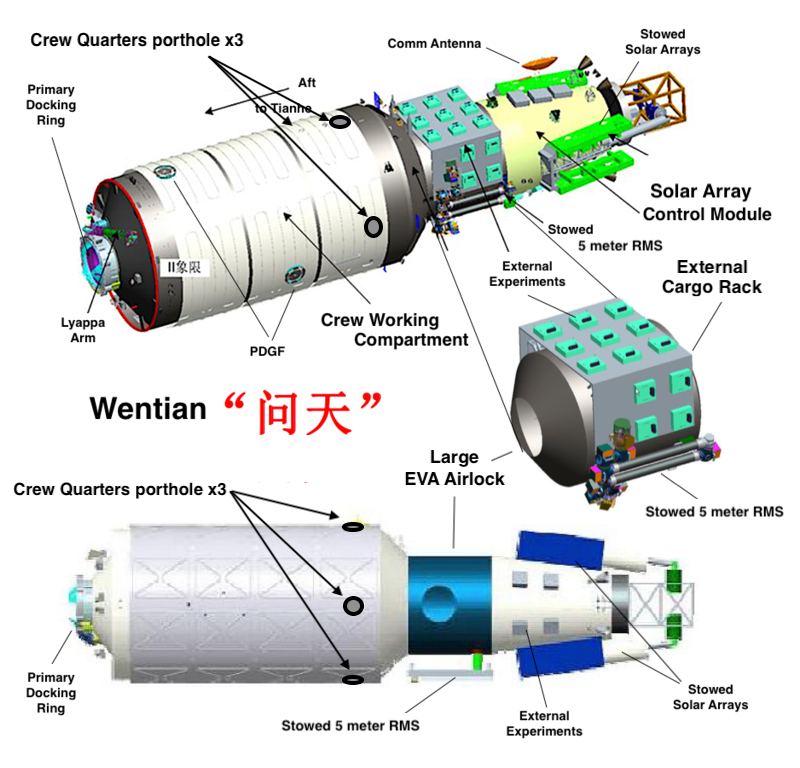

Wentian – drugi moduł chińskiej stacji kosmicznej, a także pierwszy moduł naukowy, zacumowany do modułu głównego stacji (Tianhe). Jest to moduł badawczy którego celem jest dostarczenie miejsca i możliwości na wykonywanie programu naukowego stacji.
Moduł składa się z trzech głównych sekcji: najszerszej hermetyzowanej części mieszkalnej (tam znajdują się kwatery sypialne, moduły eksperymentalne i przestrzeń użytkowa), mniejszej niehermetyzowanej śluzy do wyjścia na spacery kosmiczne (na jej zewnętrznych ścianach zamontowano platformy do zewnętrznych eksperymentów) oraz modułu kontroli o kształcie ściętego stożka z systemem napędowym i panelami słonecznymi. 
Moduł stacji został wyniesiony przez rakietę Chang Zheng 5B, 24 lipca 2022 roku z kosmodromu Wenchang. Moduł zadokował w tym samym dniu o godzinie 19:13 (UTC).